# Дженеев, Сергей Юрьевич
Сергей Юрьевич Дженеев (укр. Сергій Юрійович Дженєєв; 9 мая 1930, Симферополь — 30 января 2000, Ялта, АР Крым) — советский и украинский виноградарь. Доктор сельскохозяйственных наук (1972), профессор (1974). Член-корреспондент ВАСХНИЛ (1988). Почётный гражданин Ялты (1997).

## Биография
Родился 9 мая 1930 года в Симферополе в семье служащих. Окончил симферопольскую среднюю школу № 9 (1949).
В 1949 году поступил в Крымский сельскохозяйственный институт имени М. И. Калинина, который окончил спустя пять лет. После окончания института с 1954 по 1955 год являлся главным агрономом винсовхоза «Перемога социализма» в Донецкой области. В 1955 году стал аспирантом Крымского сельскохозяйственного института имени М. И. Калинина. В институте прошёл путь от главного агронома учхоза «Коммунар» до звания профессор в 1974 году. В 1960 году защитил кандидатскую по теме «Изучение влияния опылителей на развитие плодов и семян у яблони и груши». С 1974 года — доктор сельскохозяйственных наук. Занимал должность заведующего кафедрой виноградарства и виноделия и заместителя директора по науке.
В 1983 году становится директором Института винограда и вина «Магарач» в Ялте. С 1988 года член-корреспондент Всесоюзной академии сельскохозяйственных наук имени Ленина (ВАСХНИЛ). В августе 1998 года был назначен советником дирекции института «Магарач».
Во время парламентских выборах 1998 года являясь членом партии Партии экономического возрождения, баллотировался от «Блока демократических партий — НЭП», однако депутатом Верховной рады избран не был.
Скончался 30 января 2000 года в Ялте.

## Научная деятельность
Автор технологии возделывания, использования и длительного хранения столового винограда. Разработал метод производства привитого посадочного материала винограда. Автор 26 изобретений и патентов. Под его руководством успешно прошли защиту 26 кандидатов и 7 докторов наук.
Опубликовал более 260 научных работ, включая 11 монографий. Участвовал в составлении «Энциклопедии винограда».

## Награды и звания
- Заслуженный деятель науки Украинской ССР (1981)[5]
- Лауреат Государственной премии Республики Крым[2]
- Академик Украинской академии аграрных наук (1990)[2]
- Академик Крымской академии наук[2]
- Академик Французской академии редких вин (1997)[5]
- Академик Международной академии виноградарства и виноделия[2]
- Медаль «За трудовую доблесть»[3]
- Медаль «В ознаменование 100-летия со дня рождения Владимира Ильича Ленина»[3]
- 4 медали ВДНХ[3]
- Почётный гражданин Ялты (7 мая 1997)[6]